# À toi l'actu@ !
À toi l'actu@ ! était une émission de télévision française pour la jeunesse diffusée sur France 3 du 4 septembre 2000 au 28 juin 2002.
Présentée par Peggy Olmi avec Thomas Sotto puis avec François Barré en direct, cette émission constituait un journal télévisé d'une dizaine de minutes.

## Diffusion
Ce journal télévisé destiné aux jeunes se déroulait en direct dans un décor virtuel et était diffusée depuis les studios de France Télévisions du lundi au vendredi vers 17h30.
L'émission s'arrête le 28 juin 2002 et est remplacée en septembre 2002 par Mon Kanar, un autre journal pour enfants présenté par François Pécheux.

## Animateurs
Ce journal a été présenté en alternance par :
- Peggy Olmi et Thomas Sotto (de septembre 2000 à juin 2001) ;
- Peggy Olmi et François Barré (de septembre 2001 à juin 2002).

Le rédacteur en chef était Pascal Petit (ancien rédacteur des magazines Okapi et Télérama junior).

## Chroniqueurs
- Jean-François Bordier (de septembre 2000 à juin 2002)
- « Stud », un personnage en voix-off. Un animateur que l'on ne voyait jamais jouait ce personnage qui, avec un air naïf et curieux, posait à Peggy, Thomas, ou François des questions qu'auraient pu poser les enfants téléspectateurs.